# 普列庫萊
普列庫萊是立陶宛的城市，位於首府克萊佩達以南20公里的米尼亞河畔，距離首都維爾紐斯307公里，由克萊佩達縣負責管轄，海拔高度4米，面積2.45平方公里，2010年人口1,644。